# Sorbus kusnetzovii
Sorbus kusnetzovii är en rosväxtart som beskrevs av Iurij Dmitrievitch Zinserling. Sorbus kusnetzovii ingår i släktet oxlar, och familjen rosväxter. Inga underarter finns listade i Catalogue of Life.